# Macronyx aurantiigula
Sentinela-de-pangani ou sentinela-dourado (Macronyx aurantiigula) é uma espécie de ave da família Motacillidae.
Pode ser encontrada nos seguintes países: Quénia, Somália e Tanzânia.
Os seus habitats naturais são: savanas áridas e campos de gramíneas subtropicais ou tropicais secos de baixa altitude.